# Wałpusza
Wałpusza (niem. Waldpusch) – rzeka, lewy dopływ Omulwi o długości 37,16 km.
Rzeka płynie na terenie powiatu szczycieńskiego z północy na południe. Wypływa z jeziora Wałpusz, a na południowej granicy powiatu wpływa do Omulwi. Przy trasie tworzy niewielkie rozlewisko zwane Młyńskim Stawem. Na prawie całej długości, szczególnie za Młyńskim Stawem, Wałpusza jest rzeką w dużym stopniu uregulowaną, w niewielkim stopniu nadającą się do spływu kajakowego.
Nad rzeką znajdował się kiedyś młyn i kuźnica hutnicza. W okolicy miejscowości Rudka wytapiano niegdyś rudę darniową. Kuźnia po spłonięciu nie została odbudowana, bo w najbliższej okolicy skończyły się pokłady rudy.